# Toni Rajala
Toni Rajala (* 29. března 1991, Parkano) je finský lední hokejista, křídelní útočník. V současnosti působí v klubu EHC Biel ve švýcarské nejvyšší soutěži. S finskou reprezentací vyhrál tři velké zlaté medaile - na olympijských hrách v Pekingu roku 2022, na mistrovství světa 2019 a na mistrovství světa 2022. Finskou nejvyšší soutěž hrál za Ilves Tampere. Zahrál si i ligu švédskou (HV71, Färjestad BK, Luleå HF), KHL (HK Jugra Chanty-Mansijsk) a zkoušel i kariéru v zámoří, ale nikdy se nepropracoval do NHL, hrál jen WHL, ECHL a AHL.